# 14829 Povalyaeva
14829 Povalyaeva eller 1986 TR11 är en asteroid i huvudbältet som upptäcktes den 3 oktober 1986 av den rysk-sovjetiska astronomen Ljudmila Karatjkina vid Krims astrofysiska observatorium på Krim. Den är uppkallad efter Marina Petrovna Povalyaeva.
Asteroiden har en diameter på ungefär 5 kilometer.